# Rot (till ekvation)
En rot eller lösning till en ekvation f(x) = 0 är ett värde på x sådant att ekvationen satisfieras. Mängden av alla rötter till en ekvation kallas ekvationens lösningsmängd. Rötterna brukar benämnas efter den klass de tillhör, det vill säga, som reella rötter, komplexa rötter och så vidare. 
Till exempel har polynomet
{\displaystyle f(x)=x^{2}+3x-4}
de två rötterna
{\displaystyle x_{1}=1,\quad x_{2}=-4}
därför att
{\displaystyle f(1)=1^{2}+3\cdot 1-4=0}
och
{\displaystyle f(-4)=(-4)^{2}+3\cdot (-4)-4=0}

## Nollställe
Ett nollställe är ett värde för vilket en funktion är noll och är för funktionen f(x) en lösning till
{\displaystyle f(x)=0}. Även dessa kallas ibland för "rötter".

## Högre ordningens rötter
Om en funktion f(x) har en rot i x0 sådan att 
{\displaystyle f(x)=(x-x_{0})^{n}g(x)}
där g(x) är kontinuerlig och nollskild i x0, så kallas denna rot för en n:te ordningens rot.